# Golub-Dobrzyń
Golub-Dobrzyń (udtale: [ˈɡɔlup ˈdɔbʐɨɲ]) er en by i det nordlige Polen, beliggende ved floden Drwęca, i voivodskabet Kujawsko-pomorskie og har 11.722(2021) indbyggere, og et areal på 7,50 km². Fra 1975–1998 var den en del af det daværende Torun Voivodeship. Den er administrationsby i powiat Golub-Dobrzyń.

## Geografisk placering
Golub-Dobrzyń blev etableret den 5. maj 1951 ved at sammenlægge to nabobyer, der lå på hver sin side af floden Drwęca, nemlig Golub beliggende i Chełmno Land inden for historiske Østpommern (en) og Dobrzyń beliggende i Dobrzyń Land i det historiske Kujavia.
Den lille by ligger i det tidligere Vestpreussen omkring 30 kilometer (i luftlinje) nordøst for Toruń og 45 kilometer syd-sydøst for Grudziądz

## Borgen
De Teutoniske Ridderes Golub-Dobrzyń Slot blev bygget i begyndelsen af det 13. og 14. århundrede, senere ombygget og udvidet i det 15. århundrede. Mellem 1616 og 1623 var det en bolig for Anna af Finland; i denne periode blev der tilføjet et renæssance attika. Slottet blev ødelagt under Karl 10. Gustavs polske krig (Deluge). I det 19. århundrede blev det forsømt, og en kuling forårsagede kollapset af loftet. Efter 1945 blev slottet genopbygget og renoveret.
|  |  |
|  |  |